# Dilan Markanday
Dilan Kumar Markanday (* 20. August 2001 in London) ist ein englischer Fußballspieler indischer Herkunft, der bei den Blackburn Rovers in der EFL Championship unter Vertrag steht.

## Karriere
Dilan Markanday wurde als Sohn von indischen Eltern in London geboren. Er wuchs im Norden Londons auf und kam im Alter von 11 Jahren zu Tottenham Hotspur. Bei den Spurs durchlief er alle Jugendmannschaften. Er verhalf der U18-Mannschaft der Spurs, das Finale des U18-Premier-League-Pokals 2017/18 zu erreichen und in der folgenden Saison Zweiter in der U18-Premier League zu werden, wobei er in 21 Spielen 11 Tore erzielte. Am 24. März 2019 fand das erste von zwei Testspielen im neuen Stadion des Vereins statt. Dabei traf Markanday mit der U-18 der Spurs vor 30.000 Zuschauer auf den Nachwuchs des FC Southampton. Zu Beginn der Saison 2019/20 stieg Markanday in die U23-Mannschaft von Tottenham auf und stand in jedem Spiel der UEFA-Youth-League-Saison 2019/20 in der Startelf und blieb auch in der folgenden Saison ein regelmäßiger Stammspieler. In der Saison 2021/22 erzielte der Offensivspieler 12 Tore in 14 Spielen der Premier League 2, darunter einen Hattrick gegen Leeds United und einen Doppelpack gegen Manchester City, und steuerte außerdem fünf Vorlagen bei. Er gab sein Profidebüt für Tottenham am 21. Oktober 2021 bei einer 0:1-Auswärtsniederlage in der UEFA Europa Conference League gegen Vitesse Arnheim. Damit wurde er der erste britische Asiate und der erste Spieler indischer Abstammung, der für Tottenhams erste Mannschaft in einem Pflichtspiel zum Einsatz kam.
Am 18. Januar 2022 gab der englische Zweitligist Blackburn Rovers die Unterzeichnung eines Dreieinhalbjahresvertrags mit Markanday und einer Option auf Verlängerung um zwölf Monate bekannt. Durch eine Verletzung bei seinem Rovers-Debüt gegen Hull City im Januar 2022, absolvierte er in der restlichen Saison 2021/22 nur ein weiteres Ligaspiel, als er nach seiner Rückkehr am letzten Spieltag gegen Birmingham City spielte. Er erzielte sein erstes Tor für den Verein am 10. August 2022 bei einem 4:0-Sieg im EFL Cup gegen Hartlepool United.
Am 31. Januar 2023 wechselte Markanday bis zum Ende der Saison auf Leihbasis zum schottischen Erstligisten FC Aberdeen.